# Franck Seguela
Franck Seguela (Dijon, 30 de maio de 1997) é um jogador de basquete francês.

## Carreira
Com a equipe de basquete 3x3 da França, ele foi medalhista de bronze na Copa do Mundo de 2022. Nos Jogos Olímpicos de Verão de 2024, em Paris, conquistou a medalha de prata no torneio masculino do basquetebol 3x3, após confronto na final contra a equipe dos Países Baixos, ao lado de Lucas Dussoulier, Timothé Vergiat e Jules Rambaut.